# Hermann Thiele (Politiker, 1895)
Hermann Thiele (* 3. Mai 1895 in Bödexen; † 6. März 1959 in Beverungen) war ein deutscher Kommunalpolitiker und Landrat (CDU).

## Leben und Beruf
Nach dem Schulbesuch machte Thiele eine zahntechnische Ausbildung und war von 1929 bis 1956 als selbstständiger Dentist in Beverungen tätig. 
Er war verheiratet und hatte zwei Kinder.

## Abgeordneter
Von 1946 bis 1956 war Thiele Mitglied des Kreistages des Landkreises Höxter. Dem Stadtrat der Stadt Beverungen gehörte er von 1947 bis 1956 an. Außerdem war er von 1952 bis 1956 Mitglied der Amtsvertretung des Amtes Beverungen.

## Öffentliche Ämter
Von 28. November 1949 bis zum 12. November 1956 war er Landrat des Landkreises Höxter und von 1948 bis 1956 Bürgermeister der Stadt Beverungen.